# Pyšely (železniční zastávka)
Pyšely jsou železniční zastávka, která ovšem neleží na území města Pyšely, nýbrž na území sousední obce Čerčany, v místní části Vysoká Lhota.
Do centra města Pyšely je to z této stejnojmenné železniční zastávky ležící mimo území města 3 km, do centra Čerčan, které mají ale svoje vlastní velké přestupní nádraží, 1,5 km.
Železniční zastávka se nachází v těsné blízkosti železničního mostu přes řeku Sázavu. Leží na dvoukolejné elektrizované trati 220/221 (3 kV ss).

## Historie
Železnici vybudovala soukromá společnost Dráha císaře Františka Josefa (KFJB) na trase nově budovaného spojení Vídně s Prahou, dočasná konečná stanice byla zřízena v Čerčanech, první vlak projíždějící tratí zde ukončil jízdu při zprovoznění úseku z Českých Velenic 3. září 1871. K otevření zbývající trasy do Prahy došlo až 14. prosince téhož roku po dokončení železničního mostu přes Sázavu. Ten byl zpočátku provizorně postaven ze dřeva. V době výstavby tratě panoval spor mezi zástupci obcí Čerčany a Pyšely, nacházející se na opačném břehu řeky, kde bude zřízeno nádraží. Výhodnější poloha i časový náskok v dovedení železnice nakonec rozhodly o zřízení nádraží na levém břehu Sázavy, v Čerčanech. Vzniklo tam též lokomotivní depo, později se stavbou nových tratí dále rozšiřované, a vodárna. Železniční zastávka v Pyšelích byla zřízena roku 1892.
Po zestátnění KFJB v roce 1884 pak obsluhovala stanici jedna společnost, Císařsko-královské státní dráhy (kkStB), po roce 1918 pak správu přebraly Československé státní dráhy.
10. března 1971 byla na trati procházející zastávkou zahájen elektrický provoz v rámci zlepšení sítě příměstských pražských tratí.

## Popis
Zastávkou prochází Čtvrtý železniční koridor, vede tudy dvoukolejná trať. Roku 2009 byla rekonstruována dle koridorových parametrů, průjezdová rychlost byla zvýšena na 160 km/h, vznikla dvě bezbariérová vyvýšená nástupiště s podchodem a elektronickým informačním systémem.[zdroj?]